# Ropalodontus harmandi
Ropalodontus harmandi là một loài bọ cánh cứng trong họ Ciidae. Loài này được Lesne miêu tả khoa học năm 1917.